# Họ Vòi voi
Họ Vòi voi (danh pháp khoa học: Heliotropiaceae) là một họ thực vật có hoa trong bộ Boraginales. Theo truyền thống, họ này từng được coi như là phân họ Heliotropioideae trong họ Boraginaceae nghĩa rộng.

## Mô tả
Các loài thực vật trong họ này có thể là cây thân thảo, cây bụi, dây leo hay cây gỗ nhỏ sống một năm hay lâu năm với bộ lông che phủ là lông tơ, lông cứng hay lông tuyến. Lá mọc so le, mép lá thường nguyên, hiếm khi có khía tai bèo hay răng cưa, thường cuốn ngoài, từ không cuống tới có cuống, phiến lá từ thẳng tới gần tròn. Cụm hoa ở đầu cành hay nách lá, dạng chùy rậm, các cụm hoa thành phần dạng xim hoa bọ cạp. Hoa mẫu 5, chủ yếu lưỡng tính, hiếm khi đơn tính. Đài hoa chủ yếu phân thùy gần tới đế, các thùy từ thẳng tới hình trứng, thường có lông tơ, ống đài thường ngắn, chủ yếu hình chuông, xếp rời trong nụ. Tràng hoa màu trắng, vàng, lam, hồng hay cam, cánh tràng hợp, với các thùy từ gần tròn tới thẳng. Nhị 5, chỉ nhị hợp sinh với ống tràng, bao phấn thường không thò ra. Bộ nhụy 2 lá noãn, bầu nhụy thường 4 ngăn, vòi nhụy ở tận cùng với đầu nhụy hình nón bao gồm đầu nhụy dạng vòng ở đáy và một đỉnh vô sinh đôi khi 2 thùy. Đĩa mật có ở đáy bầu nhụy. Quả khô hay mọng thịt, thường 4 hạt, hiếm khi 1-2 hạt, đôi khi với các khoang vô sinh, chia tách thành 1-4 quả kiên nhỏ với 1-2 hạt mỗi quả kiên.
Họ này chứa 4 chi và khoảng 450 loài với phân bố rộng khắp thế giới, đặc biệt trong khu vực nhiệt đới và cận nhiệt đới. Họ này có tên khoa học bắt nguồn từ chi điển hình là Heliotropium (vòi voi).

## Các chi
- Heliotropium (bao gồm cả Tournefortia (trong đó gồm cả Messerschmidia, Messerschmidia, Messersmidia, Spilocarpus), Argusia, Beruniella, Bourjotia, Bucanion, Ceballosia, Cochranea, Dialion, Eliopia, Heliophytum, Hieranthemum, Lithococca, Mallotonia, Meladendron, Nogalia, Parabouchetia, Peristema, Piptoclaina, Pittonia, Schobera, Scorpianthes, Scorpiurus, Synzistachium, Tetrandra, Tiaridium, Valentina, Valentiniella và Nogalia): Khoảng 325 loài, rộng khắp thế giới.
- Euploca (gồm cả Hilgeria, Schleidenia): Khoảng 100 loài, phân bố gần như rộng khắp thế giới.
- Ixorhea: 1 loài (Ixorhea tschudiana) ở Argentina.
- Myriopus (gồm cả Oskampia, Verrucaria): Khoảng 25 loài vùng nhiệt đới Tân thế giới.

## Phát sinh chủng loài
Ixorhea là chị-em với Euploca + Myriopus. Cùng nhau chúng tạo thành một nhánh là chị - em với Heliotropium (gồm bốn nhánh lớn là H. sect. Heliothamnus, Heliotropium Cựu thế giới, H. sect. Cochranea và Tournefortia + Heliotropium Tân thế giới), bao gồm: